# Le tre spade di Zorro
Le tre spade di Zorro (Las tres espadas del Zorro) è un film del 1963 diretto da Ricardo Blasco.

## Trama
Messico, 1840. Il governatore della regione osteggiato dalla popolazione per la sua crudeltà e cupidigia è ostacolato nei suoi propositi da Juan Ortiz alias Zorro, un eroe mascherato che si batte per la difesa della popolazione repressa; per vendicarsi il governatore ha ucciso la moglie e il figlio di Zorro. Un bambino, orfano di una donna uccisa dal governatore in persona per tradimento, viene affidato alla locale missione dove viene adottato da una donna, Clara che ha già una bambina molto piccola. 
Dopo dieci anni Zorro viene catturato proprio nella casa di Clara dopo averle detto di aver perso moglie e figlio; la donna viene uccisa davanti agli occhi dei due bambini, Diego e Maria che si erano offerti inizialmente di aiutare l'eroe a combattere. Zorro viene rinchiuso in prigione a vita con l'accusa di essere un reazionario. 
Diego e Maria adulti conducono la locanda della madre, mentre in segreto Diego ha rivestito i panni di Zorro per combattere i soprusi del regime. Si innamora però di Virginia, una ragazza che sta per andare in sposa al governatore contro il suo volere e la va a incontrare. L'esercito ne approfitta per tendergli una trappola e Diego viene ferito a un braccio, anche se riesce a fuggire; quella prova si rivela però fatale per la sua identificazione: viene anch'egli imprigionato, convinto di essere stato tradito da Virginia.
Diego e Juan si incontrano in prigione e si raccontano le proprie storie. Stranamente Zorro riappare e anche grazie all'intervento di Maria e Virginia arriva l'ordine di scarcerazione di Diego che ne approfitta per far evadere Juan prima di uscire di prigione. Diego come Zorro impedisce al governatore di intervenire affinché il governo centrale non lo destituisca mediante un ufficiale incaricato inviato appositamente. Maria aiuta Juan a superare i controlli e a fuggire temporaneamente. Sempre nei panni di Zorro Diego incontra Virginia, si chiariscono e dichiarano il loro amore reciproco. Tornato, Juan spiega a Diego che lui è il suo figlio naturale che credeva ucciso.
Diego travestito da Zorro interviene alla festa in cui il Governatore vorrebbe sposare Virginia e mentre combatte viene raggiunto dal padre anche egli mascherato e dal terzo Zorro che in realtà era Maria. Il matrimonio viene impedito, Il governatore viene sconfitto e arrestato dall'ufficiale incaricato. Diego e Virginia chiedono al missionario presente di sposarli subito, si baciano, e a Maria, che aveva da poco finalmente accettato di sposare il suo eterno corteggiatore, scende una lacrima di commozione.